# شکستن خاکریز

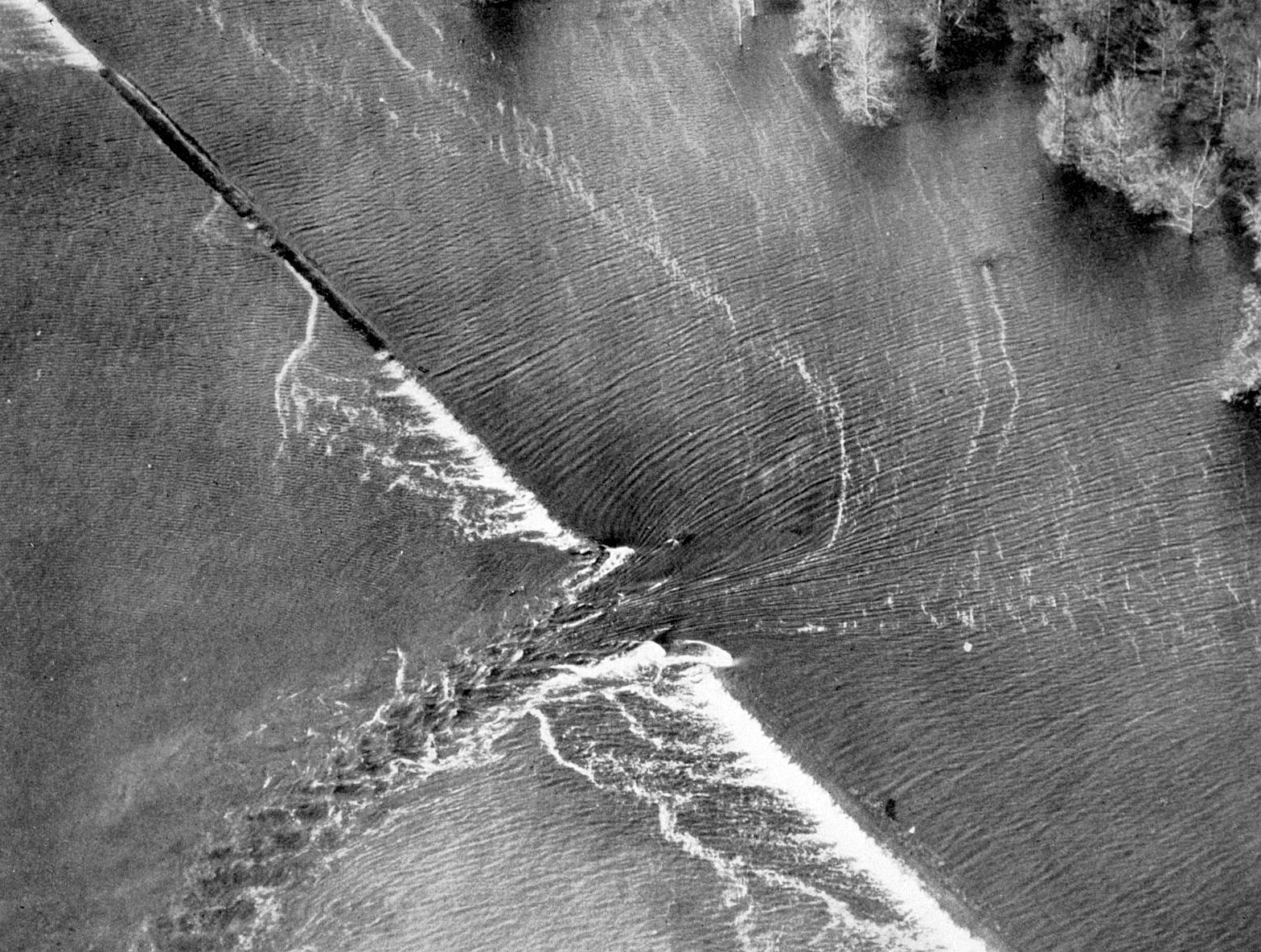
شکستن خاکریز در سیل ۱۹۲۷ می‌سی‌سی‌پی

شکستن خاکریز (انگلیسی: Levee breach)، یا خرابی خاکریز (همچنین به نام شکست دایک یا خرابی دایک نیز شناخته می‌شود) وضعیتی است که در آن یک خاکریز (یا دایک) از کار می‌افتد یا عمداً شکسته می‌شود و باعث می‌شود که آب موجود که از قبل در زمین پشت خاکریز جمع شده است، جاری شود.